# Landschaftsschutzgebiet Hasselbach

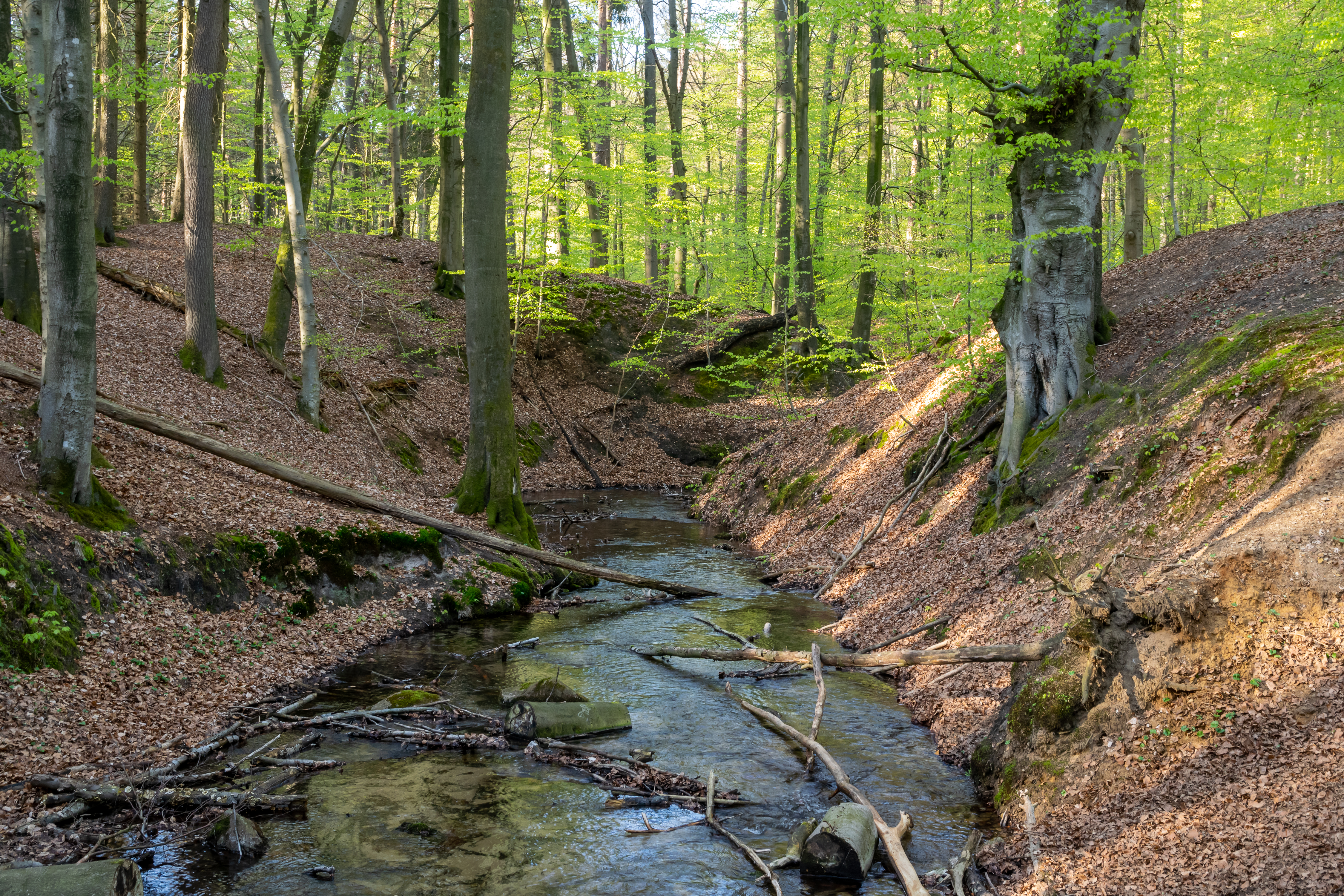
Landschaftsschutzgebiet Hasselbach

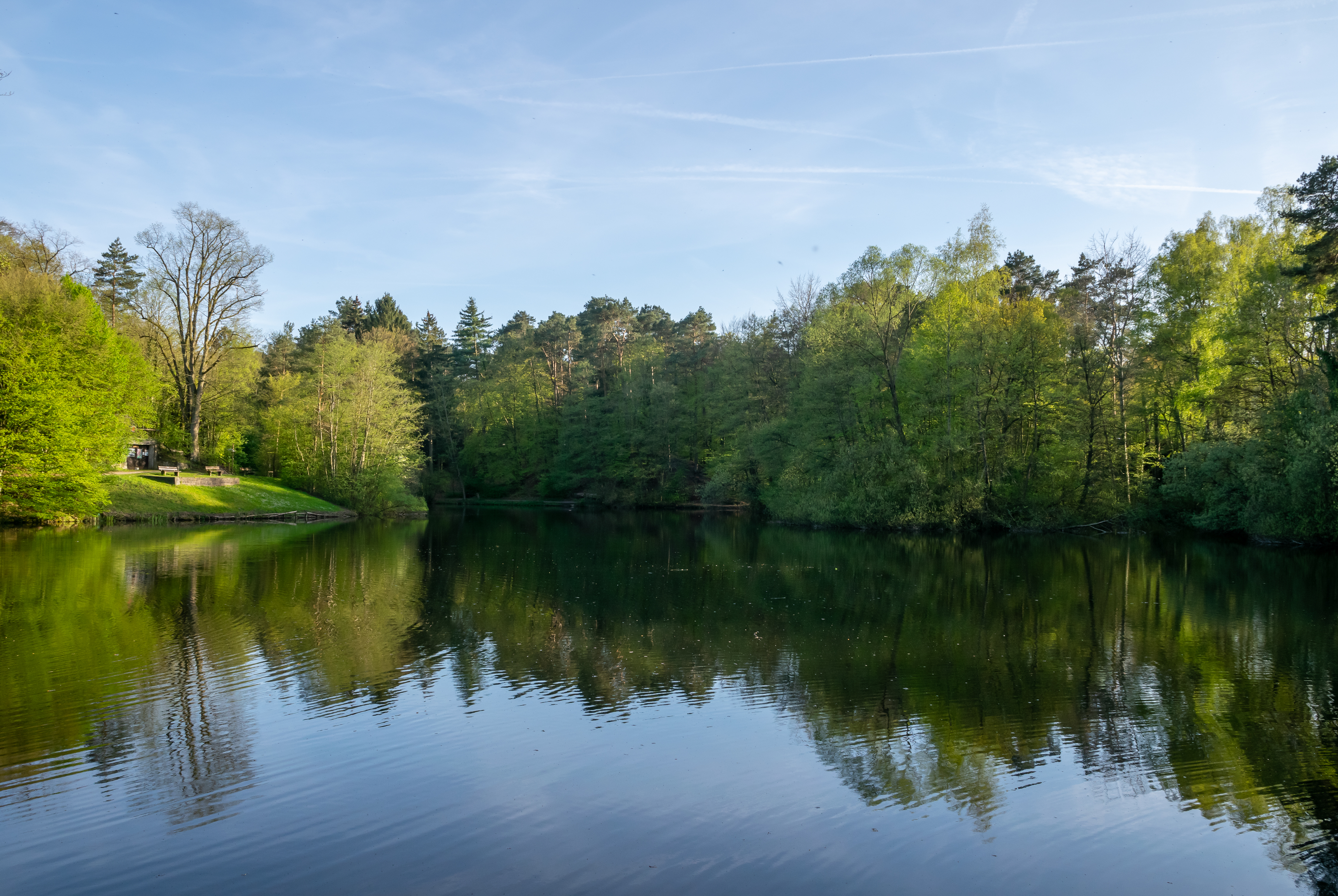
Hasselbachstausee

Das Landschaftsschutzgebiet Hasselbach mit etwa 20 ha Flächengröße liegt südlich von Pivitsheide V. H. im Stadtgebiet von Detmold. Es wurde 2006 mit dem Landschaftsplan Detmold durch den Kreistag des Kreises Lippe als Landschaftsschutzgebiet (LSG) ausgewiesen. Das LSG grenzt im Norden an die Bebauung von Pivitsheide V. H. an. Südlich grenzt direkt das Naturschutzgebiet Donoperteich und Hiddeser Bent.

## Beschreibung
Das LSG umfasst das naturnahe Bachtal des Hasselbaches. Der Hasselbach ist im LSG etwa 2,5 m breit und mäandriert vor allem im oberen Teil sehr stark. Der Bach verläuft in einem mehrere Meter tief eingeschnittenen Kerbtal und hat eine kiesig-sandige Sohle. Örtlich befinden sich Erlen am Bach. An den Berghängen stocken ältere Buchenwälder, die an der Hangkante in Kiefernbestände übergehen. Der Hasselbachstausee liegt im Schutzgebiet. Das Südufer des Hasselbachstausees ist naturnah. Nördlich des Sees stocken kleinflächig bachbegleitende Erlenwälder.

## Schutzzwecke für das LSG
Laut Landschaftsplan erfolgte die Ausweisung des LSG
- „zur Erhaltung und Wiederherstellung der Leistungsfähigkeit des Naturhaushaltes in ökologisch besonders wertvoll strukturierten Bereichen mit Wasser-, Klima- und Biotopschutzfunktionen,“
- „zur Erhaltung und Wiederherstellung von Quellbereichen und naturnahen Fließgewässern, Wald- und Grünlandbereichen unterschiedlicher Feuchtestufen, Feldgehölzen, Hecken und Obstwiesen,“
- „zur Erhaltung morphologisch ausgeprägter Bereiche zur Sicherung der landschaftlichen Eigenart und Vielfalt für die Erholung,“
- „zur Erhaltung wertvoller Biotopkomplexe aus Wald-Grünlandbereichen, Fließgewässern und Quellen sowie Biotopen nach § 62 LG mit wichtigen Refugial-, Puffer-, Trittstein- und Vernetzungsfunktionen,“
- „zur Erhaltung und Wiederherstellung wichtiger Rückzugsräume für die bedrohte Tier- und Pflanzenwelt,“
- „zur Sicherung der das Orts- und Landschaftsbild gliedernden und belebenden und die dörflichen Siedlungsstrukturen prägenden Freiraumelemente.“[1]

## Rechtliche Vorschriften
Im Landschaftsschutzgebiet ist unter anderem das Errichten von Bauten und Fischteichen verboten. Grün- und Brachland darf nicht in eine andere Nutzungsart umgewandelt oder umgebrochen werden.